# Sirens (serie televisiva 2011)
Sirens è una serie televisiva britannica trasmessa nell'estate 2011 su Channel 4 liberamente tratta dal romanzo Blood, Sweat & Tea di Brian Kellett.
A ottobre 2011 Channel 4 ha annunciato la cancellazione della serie. Nel 2014, negli USA è stata trasmessa una serie omonima basata su Sirens.

## Trama
La serie segue la vita di tre paramedici inglesi di Leeds: Stuart, Ashley e Rachid. Completa il gruppo la poliziotta Maxina, la più vecchia amica di Stuart.

## Episodi
| Stagione       | Episodi | Prima TV UK | Prima TV Italia |
| -------------- | ------- | ----------- | --------------- |
| Prima stagione | 6       | 2011        | inedita         |

## Personaggi e interpreti
- Stuart Bayldon, interpretato da Rhys Thomas.
Un paramedico di talento con problemi di intimità che secondo la sua amica Maxine derivano dalla relazione con suo padre.
- Ashley Greenwick, interpretato da Richard Madden.
Miglior amico e collega di Stuart. È omosessuale.
- Rachid Mansaur, interpretato da Kayvan Novak.
Paramedico in prova che si unisce alla squadra composta da Stuart e Ashley.
- Sgt Maxine Fox, interpretato da Amy Beth Hayes.
La più vecchia amica di Stuart. È una poliziotta.

### Ricorrenti
- Craig Scruton, interpretato da Ben Batt: un pompiere.
- Kirsty Schelmerdine, interpretata da Morven Christie: terapista dell'ospedale.
- Ryan Bailey, interpretato da Kobna Holdbrook-Smith: partner di lavoro di Maxine.
- Stella Woodvine, interpretata da Annie Hulley: capo di Stuart, Ashley e Rachid.
- Sarah, interpretata da Tuppence Middleton: fidanzata di Rachid.
- Fat Carl, interpretato da Robert Stone: un paramedico.